# 龍坑遺址
龍坑遺址，位於屏東縣恆春鎮鵝鑾里，是一處先陶文化的考古遺址，年代距今約6000-5000年前左右。

## 地理環境
龍坑遺址坐落於臺灣最南端鵝鑾鼻半島東岸的隆起珊瑚礁臺地上，臺地上一處東西走向的珊瑚礁崩崖缺口處即為遺址所在地，海拔高度約為8公尺。西方相距2公里處為鵝鑾鼻第二遺址，為恆春半島唯二的兩處先陶文化遺址。遺址主要為紅土堆積，由珊瑚礁石灰岩縫隙所見的紅土堆積殘留，以及部分遺物的留存高度，推測原有的紅土堆積高出現地表約6公尺。遺址面對太平洋，附近有穩定且豐富的淡水水源，為雨水滲漏的珊瑚礁石灰岩地，位於崩崖缺口沿海北方約60公尺處。

## 研究史
龍坑遺址於1984年8月16日為李光周等人調查發現，並於同年9月6日進行試掘。此後無試掘工作，多為調查。根據李光周等人的調查結果，遺址面積約20x20㎡。團隊於地表散步較密集遺物之處，緊鄰珊瑚礁崩崖缺口處，開設2個南北緊鄰的試掘坑，坑位為正南北，大小為2x2㎡，合計試掘面積為8㎡。

## 研究成果
出土遺物
地表採集和試掘出土的遺留包括石片砍器（1件）、石片器（3件）、廢石片（2件）、骨鑿（1件）、貝刮器（13件）、多量的貝類、龜甲、獸骨、獸牙等。
技術發展、生業型態
石器製作技術屬於打製礫石的石片器傳統，已有刮削與磨製技術運用於骨器製作。生業型態以狩獵、採集為主，由出土動物遺留研判，主要以採集維生，狩獵次之，漁撈殿後。出土多量的貝刮器，此類器物具地域特殊性，除先陶時期外，也持續使用至歷史時期。
文化類型
根據龍坑和鵝鑾鼻第二遺址的試掘成果，先陶文化與新石器文化之間不僅在文化層堆積上無法銜接，文化發展程度也有差距。由於先陶文化層的碳十四定年結果顯示已進入全新世，故李光周不將此先陶文化稱為舊石器時代，而稱為「舊石器時代晚期持續型文化」。
定年
龍坑遺址迄今有1件碳十四定年結果之發表，利用貝殼所測定出的年代為5560±90 B.P.，樹輪校正年代為 6385±170 B.P.。